# Szőlőilonca
A szőlőilonca (Sparganothis pilleriana) a valódi lepkék alrendjébe tartozó sodrómolyfélék (Tortricidae) családjának egyik, hazánkban is honos faja.

## Elterjedése, élőhelye
Nyugat- és Közép-Európa jellegzetes, de Dél-Európában és Észak-Afrikában is megtalálható. Hazánkban főleg a Duna–Tisza közének déli részén időnként tömegesen fordul elő.

## Megjelenése
A hím fényesen, aranyosan csillogó barna szárnyán sötétebb barna a minta. A nőstény rendszerint egyszerű agyagsárga vagy barna. Szárnyának fesztávolsága 17–22 mm. A rendkívül fürge hernyó teste zöld, a hasa sárga, a feje  fényes fekete. Ha megzavarják, hirtelen a földre veti magát.

## Életmódja
Évente egy nemzedéke kel ki; a fiatal hernyók telelnek át a szőlőtőke fölrepedezett kérge alatt, a karó repedéseiben és más rejtekhelyeken. Tavasszal a rügyek kipattanása után bújnak elő, de hűvös tavaszokon akár még májusban is diapauzában maradhatnak. A kis hernyók eleinte a fakadó rügyeket eszik, majd a zsenge levelek fonákjára térnek át. Ahogy növekednek, egyre több levelet szőnek fészkükhöz. Átrágják a levélnyelet, aminek hatására a levelek elfonnyadnak, elbarnulnak és leszáradnak: így keletkeznek a „levélgubancok” (hernyófészkek). Egy levélgubancban mindig csak egy hernyó lakik. Ha a gubanchoz másik hernyó közelít, akkor a bentlakó hernyó gyorsan odaütögeti a fejét a gubanc belsejéhez, ezzel jelezve, hogy a fészek „foglalt”. A hernyó június végén, fészkében bábozódik.
Júliusban rajzik, petéit lapos csomókban a levelekre rakja. A kis hernyócskák fonálon leereszkednek a szőlőtőke fás részeire, ahol a kéreg alá húzódva pihennek tavaszig anélkül, hogy bármit is ennének.
A szőlőilonca nagyon polifág faj, aminek Európában száznál több tápnövényét írták le, ezek közül Magyarországon (1993-ig) harminchetet igazoltak. Magyar nevét legfőbb gazdanövényéről kapta. Magyarországon régebben jelentős károkat okozott, napjainkra jelentősége visszaesett.